# NGC 1655
NGC 1655 est constitué de deux étoiles situées dans la constellation du Taureau. L'astronome germano-britannique J. Gerhard Lohse a enregistré la position de ces deux étoiles en 1886.